# Ronquils
Die Familie der Ronquils (Bathymasteridae) gehört zu den Aalmutterverwandten (Zoarcales). Die sieben Arten aus drei Gattungen leben an den Küsten des Nordpazifik in Tiefen oberhalb von 150 Metern.

## Merkmale
Die Fische haben den für Aalmutterverwandte typischen länglichen Körper. Ihre Rückenflosse und Afterflosse sind lang mit 41 bis 48 bzw. 30 bis 36 Flossenstrahlen. Die Brustflossen groß und rund, die Schwanzflosse ist abgerundet. Das Seitenlinienorgan  liegt hoch, nah der Rückenlinie. Die Schwimmblase fehlt. Die größte Art Bathymaster signatus wird 38 Zentimeter lang.
Verschiedene molekularbiologische Analysen zeigen, dass die Bathymasteridae eine paraphyletische Gruppe sind und das die Gattungen Bathymaster und Ronquilus nicht sehr nah mit Rathbunella verwandt sind. Die Wirbelsäule der Bathymasteridae entwickelt sich nach zwei verschiedenen Mustern. Bei Bathymaster und Ronquilus entwickelt sie sich zuerst in der mittleren Caudalregion und wächst dann nach vorne und hinten, bis die Wirbelsäule vollständig ist. Bei Rathbunella beginnt ihr Wachstum direkt hinter dem Schädel und setzt sich dann nach hinten fort, was als plesiomorphes (ursprüngliches) Merkmal gilt.

## Gattungen und Arten

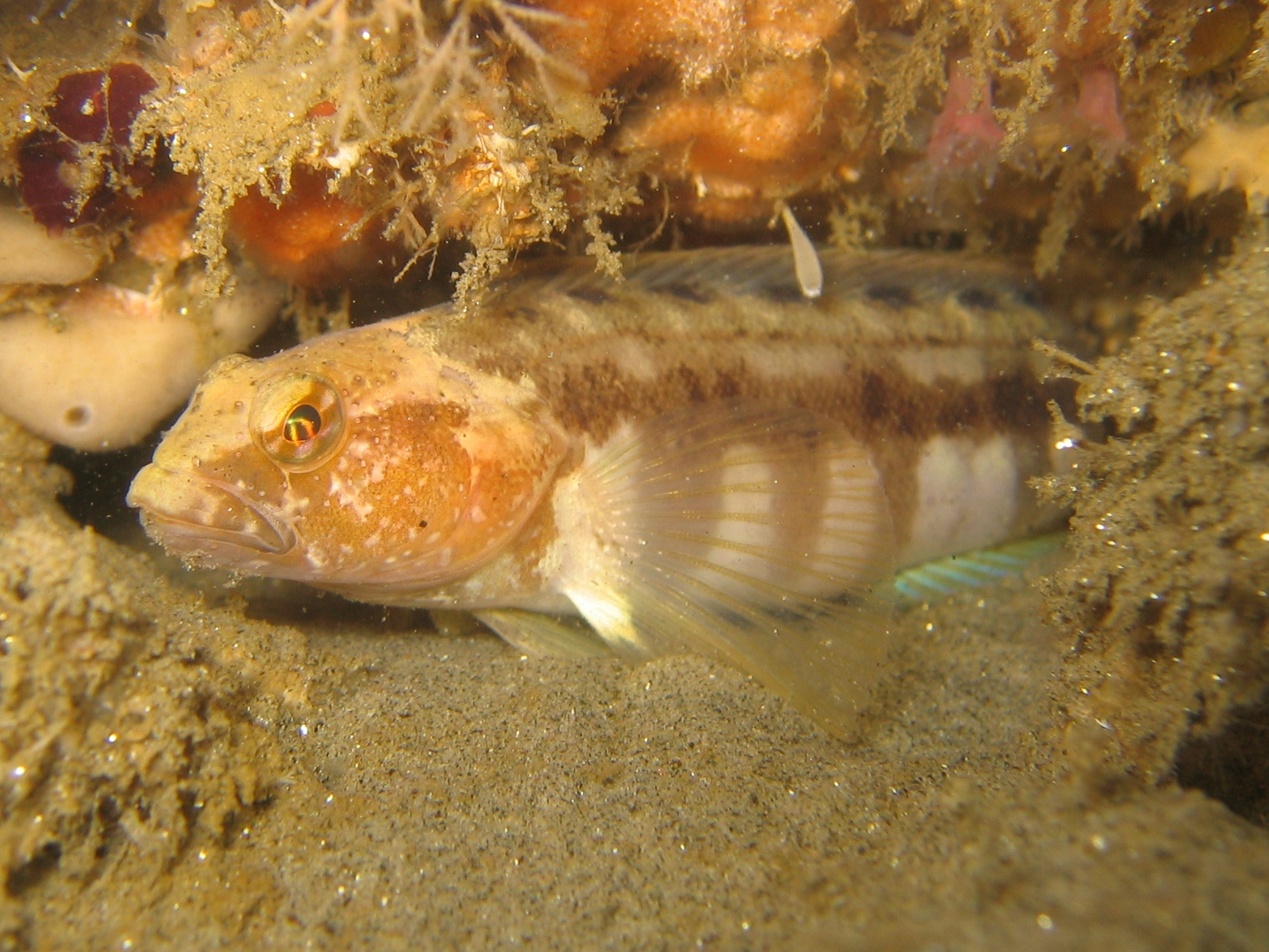
Rathbunella hypoplecta

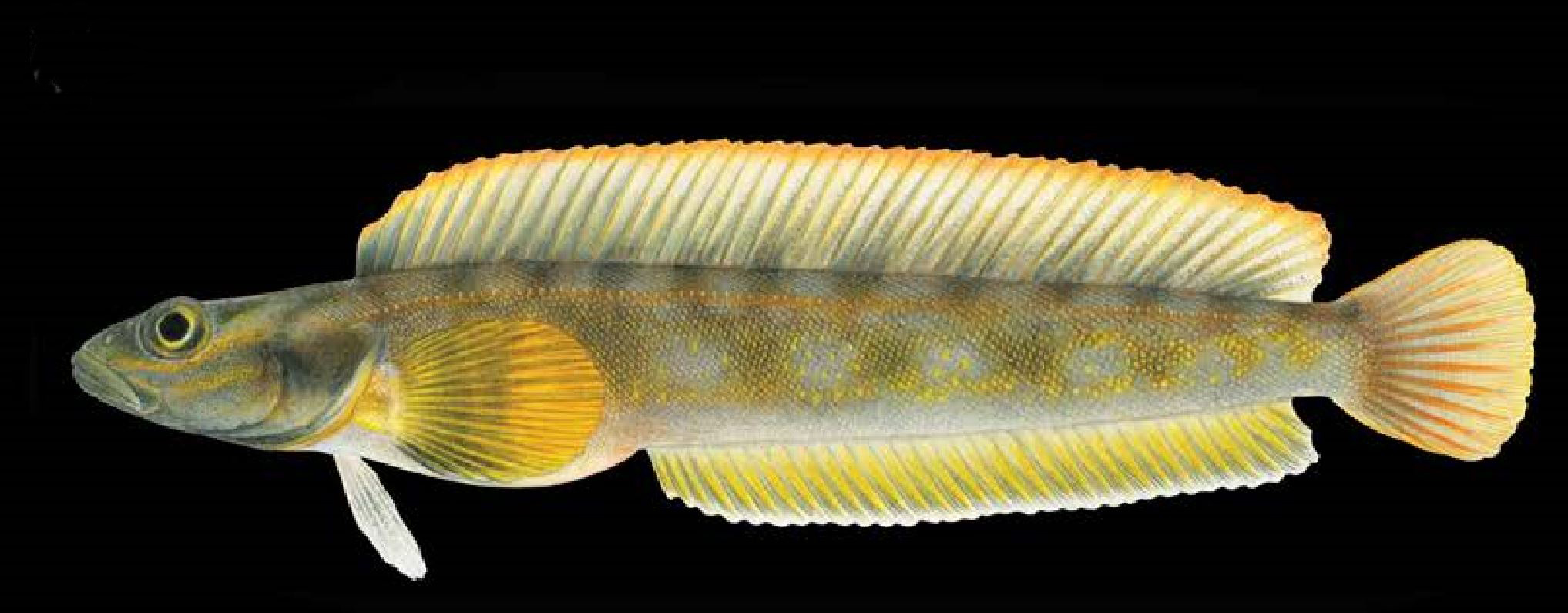
Ronquilus jordani

- Bathymaster
  - Bathymaster caeruleofasciatus
  - Bathymaster derjugini
  - Bathymaster leurolepis
  - Bathymaster signatus
- Rathbunella
  - Rathbunella alleni
  - Rathbunella hypoplecta
- Ronquilus
  - Ronquilus jordani